# Dora Romano

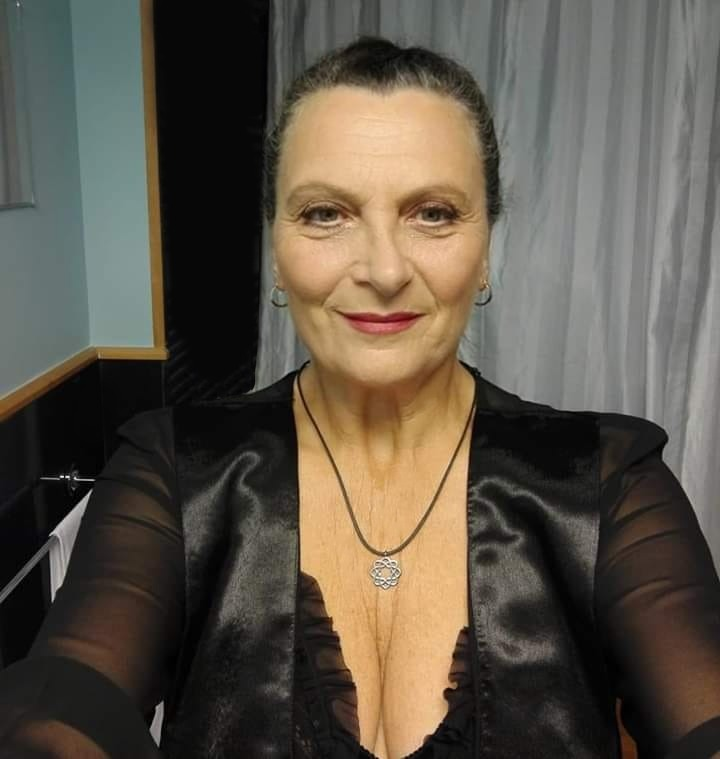
Dora Romano

Dora Romano (Castellammare di Stabia, 30 agosto 1955) è un'attrice italiana.

## Biografia
Dopo il diploma di recitazione alla Bottega Teatrale di Firenze, interpreta numerosi ruoli tra teatro e cinema e raggiunge la notorietà presso il grande pubblico con i ruoli della maestra Oliviero nella serie tv L'amica geniale (2018-2020) e della suocera nella serie tv Imma Tataranni - Sostituto procuratore (2019). 
Al cinema prende parte tra gli altri ai film Il sole anche di notte (1990) di Paolo e Vittorio Taviani, Profumo - Storia di un assassino (2006) di Tom Tykwer, Sulla mia pelle (2018) di Alessio Cremonini, Un'avventura (2019) di Marco Danieli e La dea fortuna (2019) di Ferzan Özpetek.
In seguito è tra le protagoniste di È stata la mano di Dio (2021) di Paolo Sorrentino nel ruolo della Signora Gentile.
Nel 2022 è stata candidata al Nastro d'argento alla migliore attrice protagonista per la serie tv Bang Bang Baby (2022) di Michele Alhaique. e l'anno successivo ha ricevuto numerosi premi per la sua interpretazione nel cortometraggio L'ultima festa (2022) di Matteo Damiani.

## Filmografia[1]

### Cinema
- Il sole anche di notte, regia di Paolo e Vittorio Taviani (1990)
- Signorina Giulia, regia di Roberto Marafante (1992)
- Ribelli per caso, regia di Vincenzo Terracciano (2001)
- Totò Sapore e la magica storia della pizza, regia di Maurizio Forestieri (2003)
- Profumo - Storia di un assassino (Perfume: The Story of a Murderer), regia di Tom Tykwer (2006)
- Viva la sposa, regia di Ascanio Celestini (2015)
- Sulla mia pelle, regia di Alessio Cremonini (2018)
- La dea fortuna, regia di Ferzan Özpetek (2019)
- Un'avventura, regia di Marco Danieli (2019)
- È stata la mano di Dio, regia di Paolo Sorrentino (2021)
- L'ultima festa, regia di Matteo Damiani - cortometraggio (2022)
- Mafia Mamma regia di Catherine Hardwicke (2023)
- Girasoli, regia di Catrinel Marlon (2023)
- Omen - L'origine del presagio (The First Omen), regia di Arkasha Stvenson (2024)
- Immaculate - La prescelta (Immaculate), regia di Michael Mohan (2024)
- Il treno dei bambini, regia di Cristina Comencini (2024)
- Nottefonda, regia di Giuseppe Miale Di Mauro (2024)

### Televisione
- Alla conquista di Roma, regia di Sergio Martino - film TV (1985)
- Quei due sopra il varano - sit-com (1996 - 1997)
- Il bello delle donne - serie TV, 02x05-03x01 (2001 - 2003)
- Un posto al sole - soap opera (1996)
- La squadra - serie TV (2000)
- Giornalisti - serie TV (2000)
- La omicidi - serie TV (2004)
- ShakespeaRe-Told - serie TV, 01x03 (2005)
- Amanti e segreti - serie TV (2005)
- Il maresciallo Rocca e l'amico d'infanzia - miniserie TV, 01x02 (2008)
- Artemisia Sanchez - miniserie TV (2008)
- Radio Sex - sitcom (2009)
- La Certosa di Parma - miniserie TV (2012)
- Il Signore sia con te - serie TV (2013)
- Madre, aiutami - serie TV, 4 episodi (2014)
- L'amica geniale - serie TV, 8 episodi (2018-2020)
- Don Matteo - serie TV, 12x04 (2019)
- Imma Tataranni - Sostituto procuratore, 14 episodi - serie TV (2019 - 2025)
- Le indagini di Lolita Lobosco - serie TV, 1x04 (2021)
- The Wedding Veil - serie TV (2021)
- Bang Bang Baby - serie TV, 10 episodi (2021)
- Ninfa dormiente - I casi di Teresa Battaglia - serie TV, episodio 2x06 (2024)

## Programmi TV
- Che fai, ridi? (1982)
- Fantastico (1988)

## Teatro
- Mary Poppins, regia Federico Bellone
- Sister Act, regia Carline Brouwer
- Napoletango, regia Giancarlo Sepe
- La cameriera brillante, di Carlo Goldoni, regia di Edmo Fenoglio
- Le supplici di Eschilo, regia di Otomar Krejca
- Ditegli sempre di sì, di E. De Filippo, regia di Eduardo De Filippo
- Chi è cchiù felice 'e me, di E. De Filippo, regia di Eduardo De Filippo
- Tre cazune furtunate, di Eduardo Scarpetta, regia di Eduardo De Filippo
- Un turco napoletano, di Eduardo Scarpetta, regia di Eduardo De Filippo
- Macbeth, di William Shakespeare, regia di Benedetto Sicca
- Chicchignola, di Ettore Petrolini, regia di Mario Scaccia
- La fiaccola sotto il moggio, di Gabriele d'Annunzio, regia di Piero Maccarinelli
- Saro e la rosa, di Francesco Silvestri, regia di Patrick Rossi Gastaldi
- Fatto di cronaca, di Raffaele Viviani, regia di Maurizio Scaparro
- Una commedia in famiglia, di Eduardo Scarpetta, regia di Aldo Giuffrè
- George Dandin, di Moliére, regia di Mario Scaccia
- Piccola città, di Thornton Wilder, regia di Ermanno Olmi
- Storie dell'altro mondo, di M. Serio, regia di Walter Manfrè
- Marina e l'altro, di Vincenzo Moretti, regia di Pamela Villoresi
- Il mare non bagna Napoli, di Anna Maria Ortese, regia di Walter Pagliaro
- Antigone, di Jean Anouilh, regia di Maurizio Panici
- Telefoni a New York, di e regia di Ricardo Fuks
- Fedra, di Euripide, regia di Maurizio Panici
- La viola di prato, di Vincenzo Moretti, regia di Pamela Villoresi
- Il malato immaginario, di Moliére, regia di C. Bandera
- La matassa e la rosa, di Giuseppe Manfridi, regia di Pamela Villoresi
- Re Lear, di William Shakespear, regia di Nucci Ladogana
- Notturno di donna, di Annibale Ruccello, regia di Enrico Maria Lamanna
- Napoli-Hollywood: un'ereditiera, di e regia di Annibale Ruccello
- Pensione varietà, autori vari, regia di Walter Manfrè
- Cuore ingrato, autori vari, regia di Lisa Ferlazzo Natoli
- Rischiamo di essere felici, di Pino Pavia, regia di Roberto Marafante
- She Loves Me, di Bock-Harnick-Masteroff, regia di David Brandon
- Gran varietà, autori vari, regia di Roberto Stocchi
- Gianburrasca, di Vamba, regia di Bruno Fornasari